# Pablo Casado Blanco
Pablo Casado Blanco (ur. 1 lutego 1981 w miejscowości Palencia) – hiszpański polityk i samorządowiec, parlamentarzysta, od 2018 do 2022 przewodniczący Partii Ludowej.

## Życiorys
Ukończył studia prawnicze na Uniwersytecie Complutense w Madrycie. Uzyskał licencjat z zarządzania przedsiębiorstwem oraz magisterium z prawa lokalnego na Universidad Rey Juan Carlos, a także uprawnienia adwokata. Zaangażował się w działalność polityczną w ramach Partii Ludowej. W 2005 objął funkcję przewodniczącego madryckich struktur jej organizacji młodzieżowej Nuevas Generaciones.
W 2007 został członkiem parlamentu wspólnoty autonomicznej Madrytu, w którym zasiadał do 2009. W latach 2009–2012 był dyrektorem biura byłego premiera José Maríi Aznara. W 2011 po raz pierwszy wybrany w skład Kongresu Deputowanych. Z powodzeniem ubiegał się o reelekcję w wyborach w 2015 i 2016.
W 2015 został zastępcą sekretarza generalnego partii do spraw komunikacji. W 2018 zgłosił swoją kandydaturę w wyborach na przewodniczącego Partii Ludowej. W pierwszej turze w głosowaniu wśród członków partii zajął drugie miejsce za Sorayą Sáenz de Santamaríą. W drugiej turze z lipca 2018 pokonał swoją kontrkandydatkę na partyjnym zjeździe, otrzymując większość głosów wśród delegatów i obejmując tym samym funkcję przewodniczącego PP.
W przedterminowych wyborach w kwietniu 2019 utrzymał mandat poselski. Partia Ludowa poniosła wówczas historyczną porażkę, tracąc połowę mandatów w Kongresie Deputowanych i odnotowując najgorszy rezultat w trzydziestoletniej historii. Polityk pozostał na czele swojej formacji. W kolejnych wyborach z listopada 2019 Partia Ludowa poprawiła swoje notowania, odzyskując 22 miejsca w Kongresie Deputowanych. Pablo Casado Blanco ponownie został wybrany wówczas na posła.
W 2022 ustąpił z funkcji przewodniczącego PP w związku z konfliktem wewnątrz ugrupowania; w kwietniu tegoż roku zastąpił go Alberto Núñez Feijóo. Również w kwietniu 2022 zrezygnował z mandatu poselskiego.